# علي الدرعان
علي الدرعان مواليد 17 أبريل 1990، هو عداء سعودي يتنافس بشكل أساسي في سباق مسافة 800 متر. مثل بلاده في بطولة العالم لألعاب القوى 2015 ووصل إلى الدور قبل النهائي. أفضل رقم شخصي له في هذا الحدث هو 1:45:57 في ليغنانو سابيادورو في سنة 2015.

## الإنجازات
- ذهبية 800 متر في بطولة العالم العسكرية في كوريا الجنوبية 2015.[1]
- ذهبية 800 م في دورة الألعاب الخليجية 2015.[2]

## وصلات خارجية
- علي الدرعان على موقع الاتحاد الدولي لألعاب القوى (الإنجليزية)

- 2014 AG profile